# کینولف وسکس
کینولف یا کینوولف (به انگلیسی:  Cynewulf، تلفظ: /ˈkɪnɨwʊlf/) (درگذشتهٔ ۷۸۶) شاه ساکسون غربی (وسکس) در انگلستان از ۷۵۷ تا ۷۸۶ بود که پس از خلع سیگبرت از قدرت بر تخت پادشاهی نشست. دیری نپایید که کینولف وارد جنگ با ویلز شد و پس از آن به نبرد با مرسیایی‌ها پرداخت. با این حال در ۷۷۹ از اوفا، شاه مرسیا شکست خورد و بنسینگتون به دست آنها افتاد. کینولف در ۷۸۶ مورد حمله‌ای غافلگیرانه از سوی کینهرد، برادر سیگبرت قرار گرفت و همراه با تمامی خادمینش در مارتن، واقع در ویلتشایر امروزی کشته شد.